# Unione Sportiva Pontedera 1992-1993
Questa voce raccoglie le informazioni riguardanti l'Unione Sportiva Pontedera nelle competizioni ufficiali della stagione 1992-1993.

## Rosa
| N. |                   | Ruolo | Calciatore             |
| -- | ----------------- | ----- | ---------------------- |
|    | Italia (bandiera) | D     | Alessandro Benedetti   |
|    | Italia (bandiera) | P     | Leonardo Biondi        |
|    | Italia (bandiera) | A     | Massimiliano Bongiorni |
|    | Italia (bandiera) | P     | Walter Coli            |
|    | Italia (bandiera) | D     | Giulio Cotecchia       |
|    | Italia (bandiera) | A     | Fabrizio Gatti         |
|    | Italia (bandiera) | D     | Massimo Macelloni      |
|    | Italia (bandiera) | D     | Maurizio Manetti       |
|    | Italia (bandiera) | C     | Ivan Maraia            |
|    | Italia (bandiera) | C     | Valerio Martinelli     |
|    | Italia (bandiera) | D     | Andrea Minuti          |

| N. |                   | Ruolo | Calciatore           |
| -- | ----------------- | ----- | -------------------- |
|    | Italia (bandiera) |       | E. Minuti            |
|    | Italia (bandiera) | C     | Alessandro Pane      |
|    | Italia (bandiera) | D     | Emilio Paradiso      |
|    | Italia (bandiera) | A     | Massimo Parlanti     |
|    | Italia (bandiera) | C     | Andrea Perfetti      |
|    | Italia (bandiera) | C     | Matteo Rossi         |
|    | Italia (bandiera) | D     | Vincenzo Russo       |
|    | Italia (bandiera) | A     | Mauro Sardi          |
|    | Italia (bandiera) | D     | Pietro Turci         |
|    | Italia (bandiera) | A     | Federico Vinciarelli |